# Sylvia Mason-James
Sylvia Mason-James je britská zpěvačka, která spolupracuje jako vokalistka s mnoha dalšími umělci.
Zpívala v duetu s Jimmym Nailem na jeho hitovém singlu „Ain't No Doubt“ z roku 1992 a objevila se také na singlu „Strong in Love“ od Chicana (rok 1998). Mason-Jamesová vydala také vlastní singl s coververzí písničky Diany Rossové „Touch Me in the Morning“. V současnosti se objevila jako vokalistka na albu Wowie Zowie od Superchumby.
Mason-Jamesová spolupracuje rovněž s dalšími muzikanty (např. Simple Minds, Robbie Williams, Cher, Bo Selecta, Swing Out Sister nebo Pet Shop Boys). Účastnila se například turné Pet Shop Boys v roce 2000, jejich moskevského vystoupení v červenci 2005 v rámci akce Live 8 a naposledy jejich světového turné v letech 2006 a 2007.
V roce 2008 zpívala Mason-Jamesová na posledních koncertech (od konce dubna do konce května) turné Rogera Waters The Dark Side of the Moon Live, kdy nahradila Katie Kissoonovou.